# ソルズベリー (南オーストラリア州)
ソルズベリー [ˈsɔːlzbəri]は南オーストラリア州、アデレードの北部にあるサバーブである。サバーブはシティ・オブ・ソルズベリーの中心地で、多くの公園、商店、カフェ、そしてレストランがある。代表的な店舗としてウールワース、コールズ、ビッグ・ダブリューがあるパラバンクスショッピングセンターは、ソルズベリーにある。

## 歴史
ソルズベリーは、1848年にジョン・ハーベイがリトル・パラ川沿いに購入した土地を分割して販売し始めた時に設立された。名前はイギリスのソールズベリーにちなんで名付けられた。これは彼の妻の故郷に近い場所である。そのためジョンストリートが、市内中心部のパークテラス近くにウィルトシャーストリートと平行にある。ソルズベリーは周囲の小麦や干し草の農場のためのサービスセンターとして始まった。ソルズベリー郵便局は1850年3月ごろに開局した 。
ソルズベリー駅は1857年に建設され、クリスタル・ブルーク方面の標準軌がゴーラー方面の広軌に分岐するところである。1980年代までこの路線は広軌だったが、1985年にアデレード大都市圏で2つ目となるバスと鉄道の重要な乗換駅として再建された(1つ目はノアランガ駅)。
ソルズベリーはゆっくりと発展し（1881年の人口は400〜500人）、1940年には爆発物工場が設立されたことによりほぼ一晩で人口が倍増した。約11.6km²（4.5mi²）を有する工場は、1942年半ばまでに建築され、1943年1月までに週に135000の砲弾、爆弾、機雷を生産する6500人を雇用した。
南オーストラリアのオーストラリア労働党の党首、リン・アーノルド（1992-1993年南オーストラリア州）とマイク・ラン（2002-2011年南オーストラリア州首相）は、どちらも南オーストラリア議会のソルズベリー代表をしていた。 アーノルドはラムゼー選挙区とテイラー選挙区、ランはブリッグス選挙区とラムゼー選挙区の代議院議員に選出された。

## 交通
ソルズベリー駅があるゴーラー線は、月曜日から金曜日はラッシュ時以外に15分ごと、土曜日と日曜日は30分ごとに運行している。夕方には、1時間ごとに運行する。 朝のラッシュ時には、ソルズベリーとアデレードの間をノンストップで走る（またはモーソン駅のみ停車する）列車がいくつかある。これらは、ソルズベリー駅から自家用車やバスで移動するかなりの数の労働者によって利用される。
アデレード発着の列車に接続するソルズベリー駅からのローカルバスは、アデレードメトロ統合発券システムを使用している。2012年5月現在、エリザベス、ゴールデングローブ、モーソンレイクス、パラヒルズ、パラロウィー、パラフィールドガーデンなど、北部のサバーブに向かう13のローカルバスルートがある。

## ギャラリー

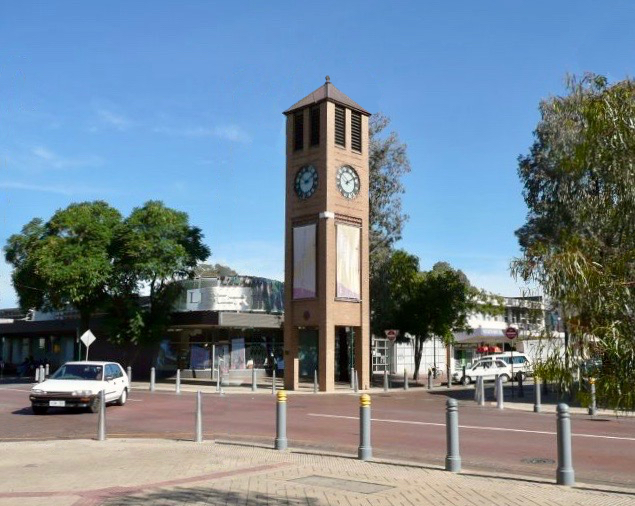
ソルズベリーの中心部
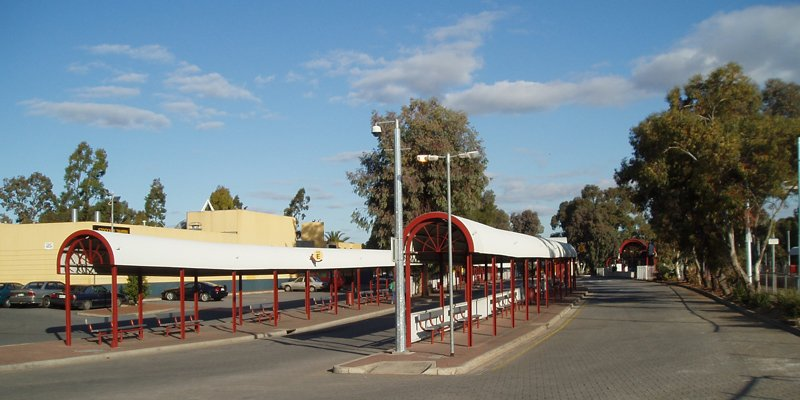
ソルズベリー駅
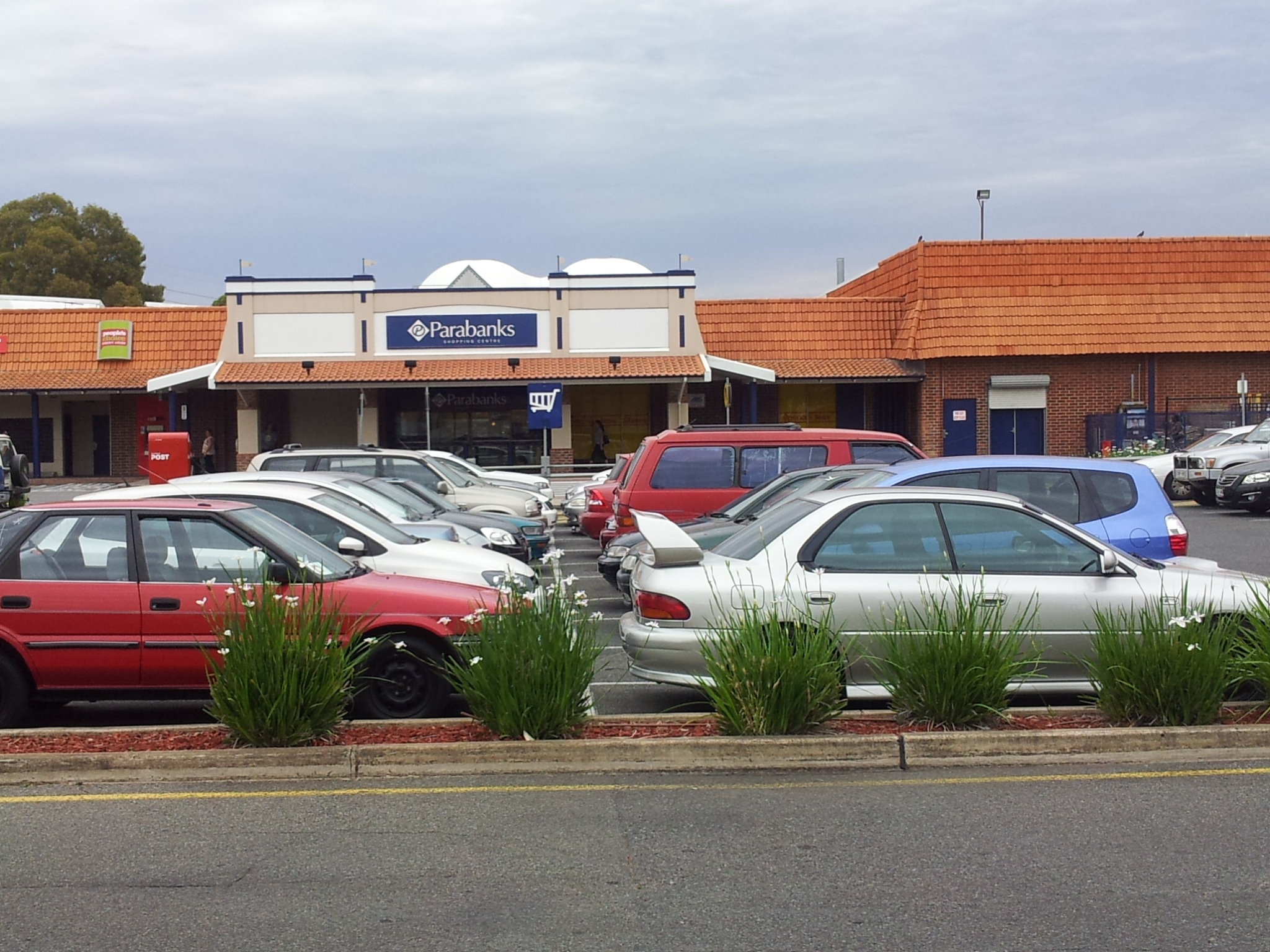
パラバンクスショッピングセンター
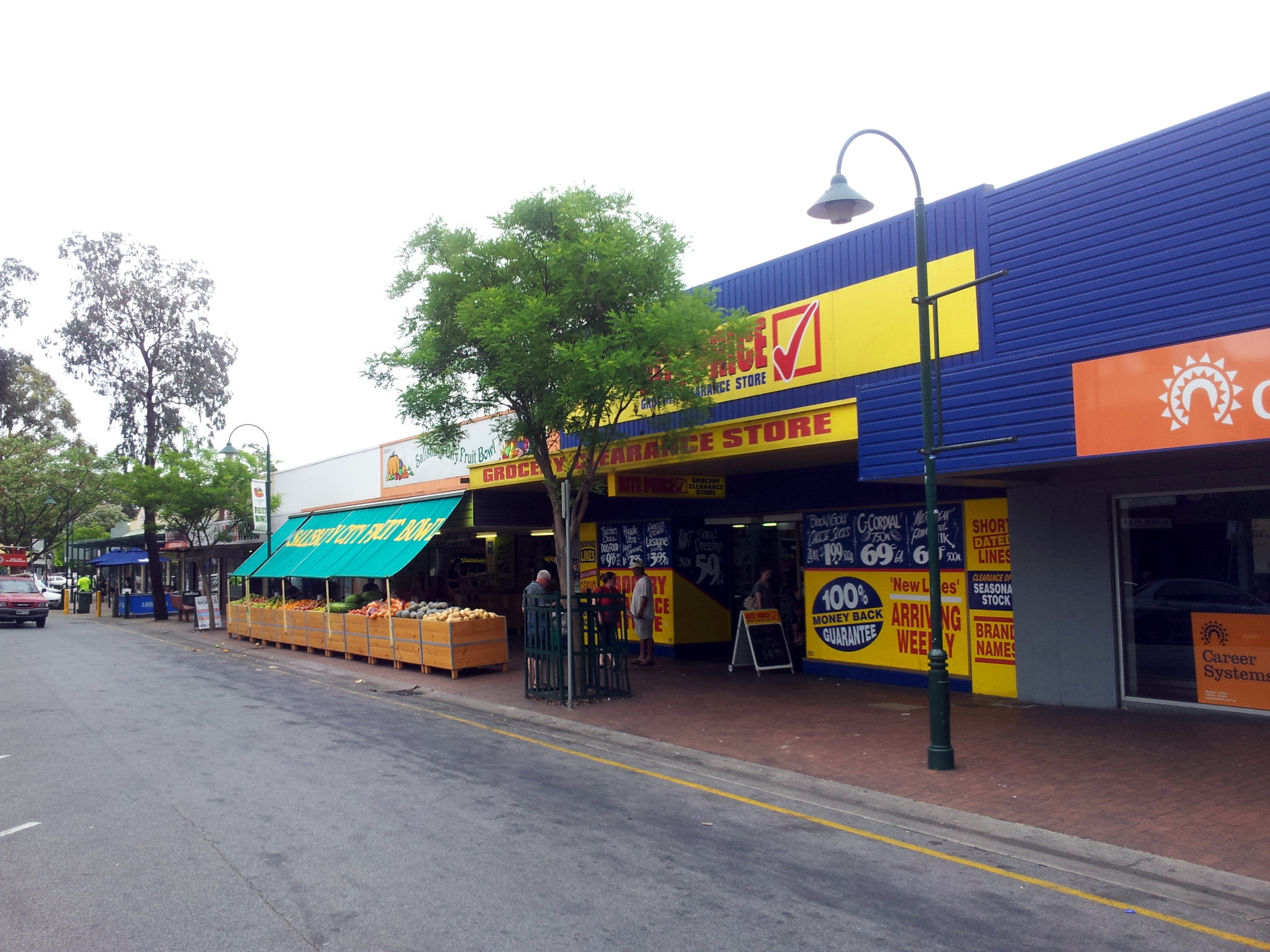
ジョンストリート
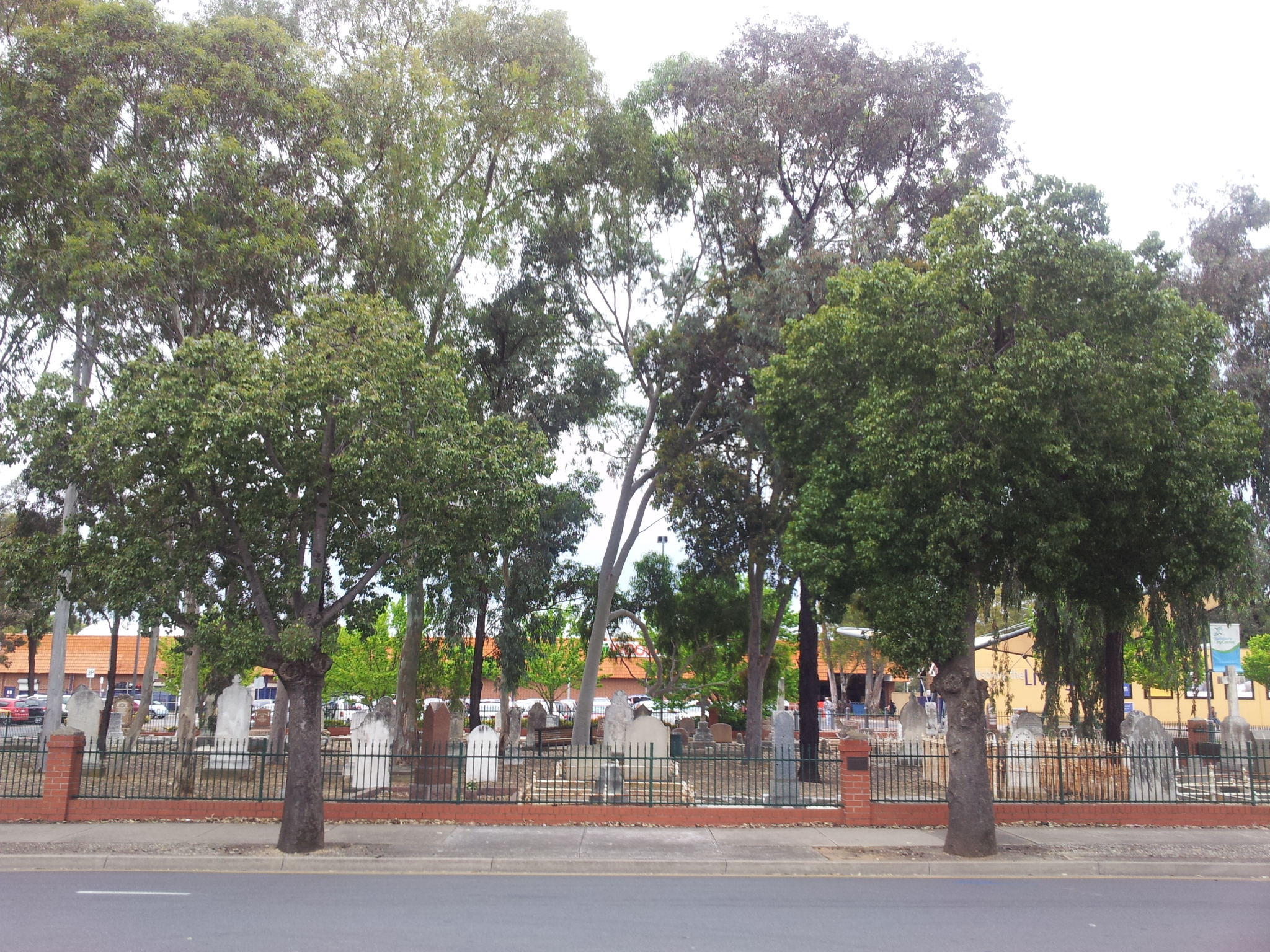
墓地